# Calisto parsoni
Calisto parsoni är en fjärilsart som beskrevs av Clench 1943. Calisto parsoni ingår i släktet Calisto och familjen praktfjärilar. Inga underarter finns listade i Catalogue of Life.